# Systematic Fantasy/Good Day Good Time
「Systematic Fantasy / Good Day Good Time」（システマティックファンタジー / グッドデイグッドタイム）は、m.o.v.eの27枚目のシングル。

## 概要
- 2曲のいずれもテレビ東京系番組『激走!GT』のエンディングテーマソング。
- 約1年半ぶりのシングルリリースとなった。
- Animelo Summer Live2007にて演奏された。
- amazon.comの商品紹介ページにて、3曲目のクレジットに書かれている「Daft Punch」という項目を「Daft Punk」がリミックスを手がけたと勘違いされて標記されていた。

## 収録曲
1. Systematic Fantasy
  - 作詞：motsu、作曲・編曲：t-kimura
  - テレビ東京系番組「激走!GT」2007年度エンディングテーマ
2. Good Day Good Time
  - 作詞：motsu、作曲・編曲：t-kimura
  - テレビ東京系番組「激走!GT」 2006年度エンディングテーマ
3. SYSTEMATIC FANTASY-Electro Baggy pants mix-
4. Good Day Good Time-Indian Holiday Remix-
5. SYSTEMATIC FANTASY-instrumental-
6. Good Day Good Time-instrumental-